# Like a Dog
Like a Dog ist das sechste Studioalbum des ehemaligen Guns-N’-Roses-Gitarristen Izzy Stradlin. Es wurde von ihm selbst produziert und im Oktober 2005 veröffentlicht.

## Hintergrund
Das Album wurde im April/Mai 2003 in den Nomad Recording Studios in Carrollton, Texas aufgenommen, wurde zunächst jedoch nicht veröffentlicht. Allerdings wurden 975 Promo-Kopien hergestellt. Als ein Fan von dem Album erfuhr, startete dieser eine Petition und sammelte 1.000 Unterschriften, um das Album zu veröffentlichen. Tatsächlich veröffentlichte Stradlin es daraufhin und es war durch Internet-Bestellung erhältlich. Im darauffolgenden Jahr wurde es außerdem bei iTunes eingestellt. Auch Stradlins vorherige Alben On Down the Road, Ride On und River wurden bei iTunes wieder veröffentlicht. Seitdem veröffentlicht er seine Alben ausschließlich über iTunes.

## Titelliste
1. Bomb – 3:42
2. Hammerhead – 2:11
3. Snafu – 1:57
4. Hell Song – 2:56
5. Rollin’ On – 2:52
6. Just Don’t Know – 4:00
7. Chop Away – 3:31
8. Win You Lose – 2:45
9. On the Run – 4:23
10. Like a Dog + Hidden Track – 9:10

Außer Chop Away (Rick Richards/Izzy Stradlin) wurden alle Songs von Izzy Stradlin geschrieben.

## Besetzung
- Izzy Stradlin – Gesang, Bass, Gitarre
- Rick Richards – Gitarre
- Taz Bentley – Schlagzeug
- JT Longoria – Bass